# Fatburan

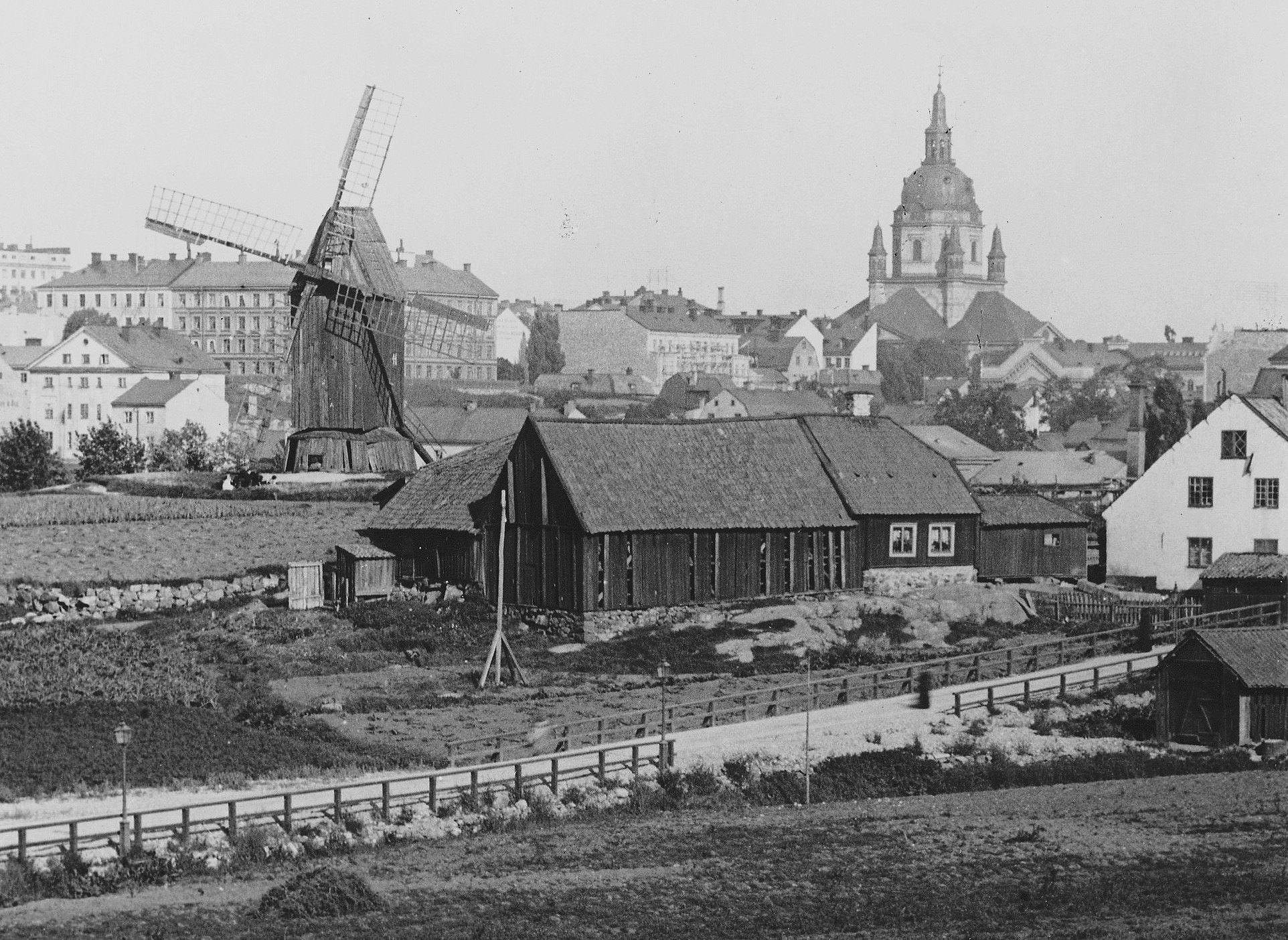
Kvarnen Fatburan, med den blivande Åsögatan i förgrunden, 1890.

Fatburan var en väderkvarn från 1600-talet på Södermalm i Stockholm. Den låg på en liten kulle söder om den numera försvunna sjön Fatburen. Kvarnen revs omkring 1892 men namnet lever vidare i Fatburs kvarngata.

## Historik

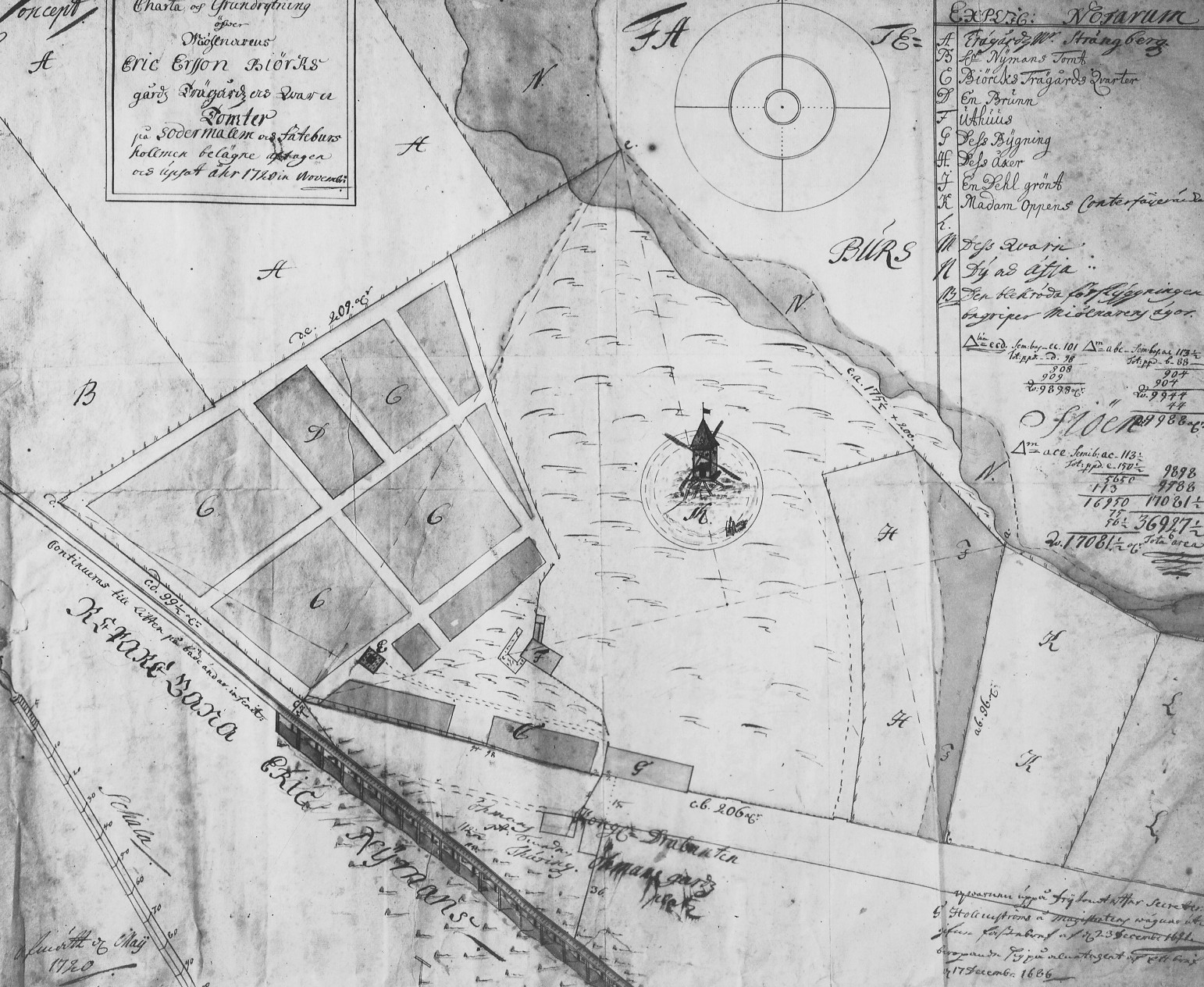
Mjölnaren Eric Ersson Biörks kvarn, 1720.

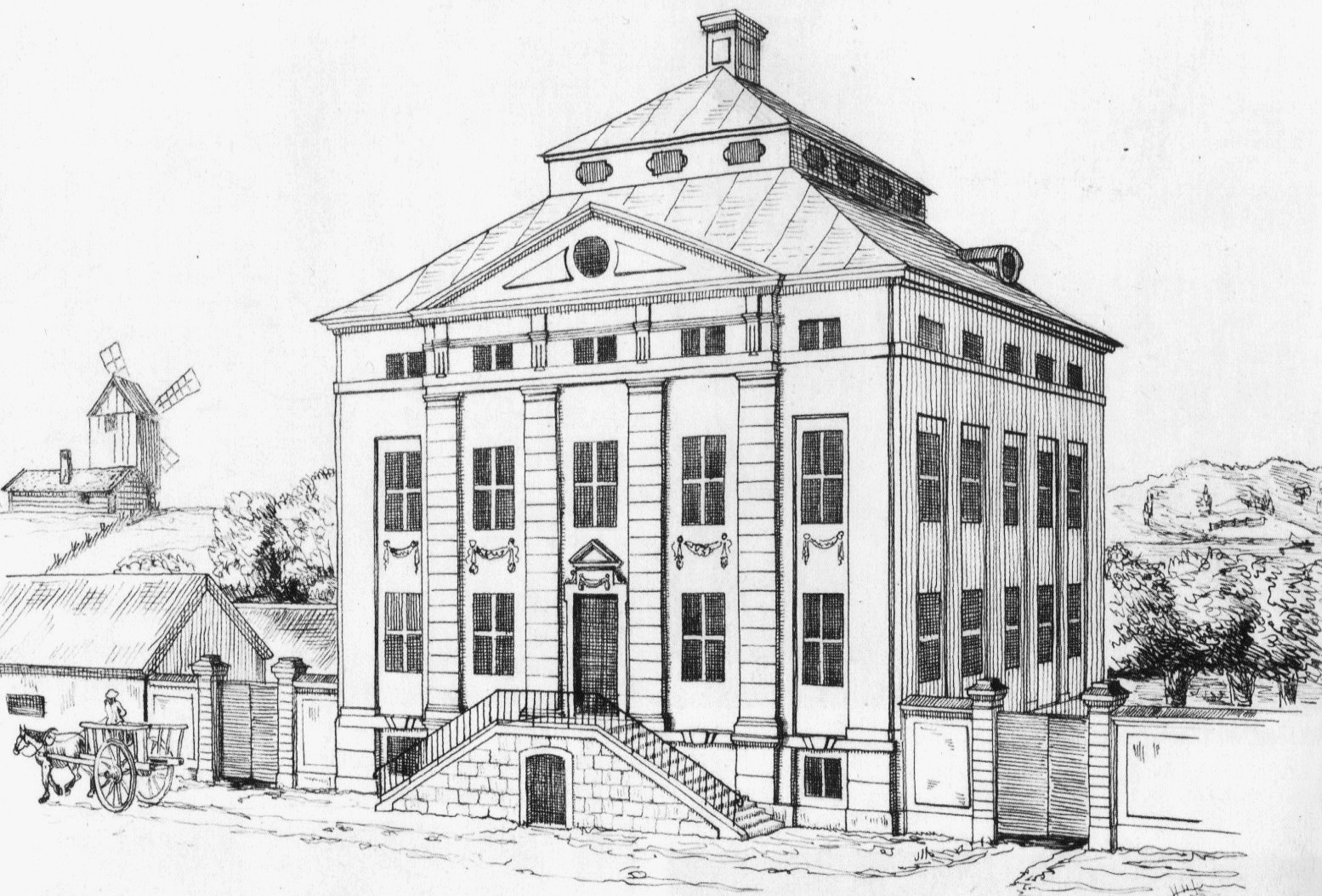
Lillienhoffska palatset, Fatburan, 1786.

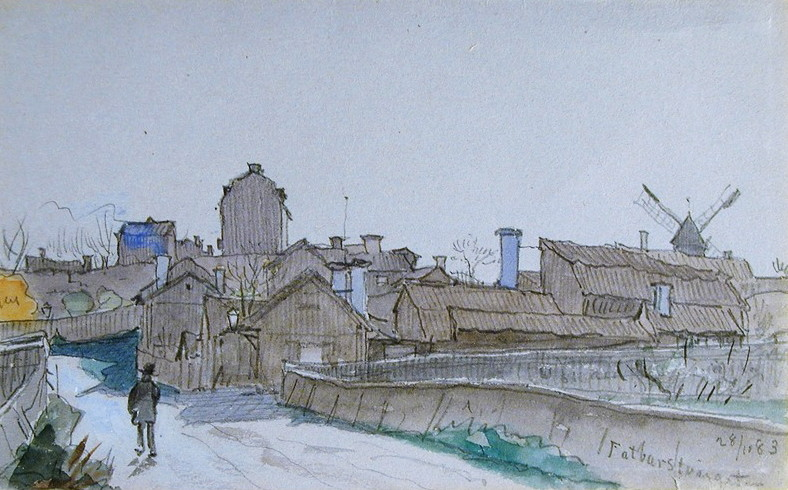
Gellerstedts akvarell, Fatburan t.h., 1883.

Fatburan hade sitt namn efter sjön Fatburen. Kvarnen var en stolpkvarn från 1600-talet och dokumenterad sedan 1679, då den upptogs i Holms tomtbok. Tomten låg intill sjön och kallades av Holm ”Sal. Kyrkoherden S:ta Catharina Kvarntomt”.  Kyrkoherden var Petrus Dieterici Arenbechius i Katarina församling som även omnämndes som kvarnägare av Michel Jöranssons kvarn och Nytorgs kvarn. Kyrkoherdens omfattande tomt- och kvarninnehav väckte viss anstöt hos församlingens medlemmar och han anklagades att vid ett tillfälle ha stulit byggvirke till sina kvarnar ur kyrkans magasin. Snickaren som hade använt virket intygade dock att allt hade gått rätt till och att det var han som sålt virket till prästen.
År 1720 syns kvarnen på en Charta och Grundritning öfver Mjölnarens Eric Ersson Biörks gårds Trädgårders Qwarn. På ett stick från 1786 visande Lillienhoffska palatset finns Fatburan i bakgrunden och på ett fotografi från 1880-talet återfinns kvarnen. På en akvarell från 1883, skapad av konstnären och arkitekten Albert Theodor Gellerstedt, skymtar kvarnen bakom hustaken vid dåvarande Fatburstvärgränd (nuvarande Västgötagränd). Troligen försvann Fatburan kort efter 1892.
Trakten omvandlades efter Fatburens torrläggning och igenfyllning till Stockholms södra stations bangård och i närheten av Fatburan uppfördes Stockholms södra ångqvarn och 1930-talet KF:s centrallager. Den senare inrymde bland annat charkuterifabrik, kafferosteri,  personalrum, matsalar samt föreningens huvudkontor. Fabriken var i drift fram till sommaren 1998. Därefter revs anläggningen för att ge plats åt kontorsfastigheten ”Fatburen” som stod färdig 2005.